# Laurenan
Laurenan (bretonisch: Lanreunan) ist eine französische Gemeinde mit 742 Einwohnern (Stand 1. Januar 2022) im Département Côtes-d’Armor in der Region Bretagne. Sie gehört zum Arrondissement Saint-Brieuc und zum Kanton Broons. Die Bewohner nennen sich Laurenanais(es).

## Geografie
Laurenan liegt etwa 65 Kilometer westlich von Rennes im Süden des Départements Côtes-d’Armor.

## Bevölkerungsentwicklung
| Jahr                       | 1793 | 1800 | 1821 | 1831 | 1841 | 1911 | 1921 | 1962 | 1968 | 1975 | 1982 | 1990 | 1999 | 2006 | 2012 |
| Einwohner                  | 950  | 999  | 974  | 1150 | 1146 | 1720 | 1601 | 1092 | 976  | 869  | 822  | 791  | 733  | 718  | 725  |
| Quellen: Cassini und INSEE |      |      |      |      |      |      |      |      |      |      |      |      |      |      |      |

Die zunehmende Mechanisierung der Landwirtschaft und die hohe Anzahl Gefallener des Ersten Weltkriegs führten zu einem Absinken der Einwohnerzahlen bis auf die Tiefststände in neuester Zeit.